# Rise of the Footsoldier III – Die Pat Tate Story
Rise of the Footsoldier III – Die Pat Tate Story (Originaltitel: Rise of the Footsoldier 3) ist ein britisches Filmdrama von Zackary Adler aus dem Jahr 2017 und die Fortsetzung zum Film Return of the Footsoldier aus dem Jahr 2015, wobei diese inhaltlich auf Footsoldier aus dem Jahr 2007 aufbaut. Eine Fortsetzung der Rise of the Footsoldier-Filmreihe folgte im Jahr 2019 mit Film Rise of the Footsoldier – The Marbella Job.

## Handlung
Die Handlung beginnt im Jahr 1988 in Marbella, Spanien, wo der Kriminelle Patrick „Pat“ Tate mit seinem Geschäftspartner Ken einen Lieferanten für Ecstasy-Pillen konsultiert, um gemeinsam mit dem Dealer Jimmy Gerenuk und dem zwielichtigen Geschäftsmann Anthony „Tony“ Tucker in den Diskotheken seiner Heimatstadt Southend-on-Sea, Großbritannien den Verkauf von Ecstasy betreiben zu können.
Als Pat wegen eines Raubüberfalls in einem Happy Eater-Fast-Food-Restaurant angeklagt wird, flüchtet er aus dem Gericht und taucht bei seinen Geschäftspartnern in Marbella unter, in deren Diensten er kleinere Jobs übernimmt, bis er durch seinen Drogenkonsum unberechenbar und zu einer Belastung wird. Die örtlichen Gangster entführen Pat und liefern ihn in Gibraltar der Strafverfolgungsbehörde aus, woraufhin er im HM Prison Chelmsford inhaftiert wird.
Im Gefängnis lernt Pat den Drogenschmuggler Mickey Steele kennen, der außerhalb des Gefängnisses als neuer Drogenlieferant fungieren soll. Während Pat und seine Verbündeten sich innerhalb und außerhalb des Gefängnisses ihrer Konkurrenz entledigen, erfährt er von seiner langjährigen Freundin Kate, dass sie seit ihrem letzten Besuch in der Vollzugsanstalt ein Kind von ihm erwartet.
Im Jahr 1994 zur Bewährung aus der Haft entlassen, stürzt Pat sich mit seinen Partnern umfangreich in kriminelle Aktivitäten und es dauert nicht lang, bis sie die Aufmerksamkeit der Strafverfolgungsbehörden auf sich ziehen, nachdem es Tote zu beklagen gibt.

## Besetzung und Synchronisation
Die deutsche Synchronisation des Films entstand unter der Dialogregie von Randolf Hendel durch die Synchronfirma Linaro Synchron.
| Rolle                 | Schauspieler     | Synchronsprecher |
| --------------------- | ---------------- | ---------------- |
| Patrick „Pat“ Tate    | Craig Fairbrass  | Holger Schwiers  |
| Anthony „Tony“ Tucker | Terry Stone      | Thomas Wenke     |
| Jimmy Gerenuk         | Ian Virgo        |                  |
| Craig Rolfe           | Roland Manookian | Benjamin Krause  |
| Sam                   | Jamie Foreman    |                  |
| Mr. Harris            | Larry Lamb       |                  |
| Mickey Steele         | Billy Murray     | Claus Brockmeyer |
| Kenny „Ken“ Noye      | Josh Myers       |                  |
| Kate Carter           | Laura McMonagle  |                  |
| Luke                  | Marcello Walton  |                  |
| Mad Dog               | Shaun Ryder      |                  |

## Hintergrund
Am 22. Januar 2016 gab Craig Fairbrass während eines Auftritts bei dem TV-Programm Jimmy Bullard Kicks Off exklusiv bekannt, dass ein dritter Teil der Footsoldier-Reihe in Planung ist.
Durch die Produktionsfirmen Carnaby International und The Drone Company fanden die fünfwöchigen Dreharbeiten zum Film unter dem Arbeitstitel Rise of the Footsoldier: The Beginning ab Oktober 2016 in Großbritannien in Southend-on-Sea, Dagenham, London und Bromley, sowie in Marbella, Spanien statt.
Die Filmpremiere fand am 26. Oktober 2017 im Vue Cinema des Leicester Square in London statt. Durch Signature Entertainment erschien der Film am 3. November 2017 in Großbritannien. Die deutsche Fassung erschien ab dem 23. April 2021 durch den Vertrieb von Studio Hamburg Enterprises direkt auf Blu-ray Disc.

## Fortsetzung
Mit Rise of the Footsoldier: The Heist erschien am 8. November 2019 die offizielle Fortsetzung von dem Regisseur Andrew Loveday, in der Craig Fairbrass, Terry Stone und Roland Manookian erneut Teil der Besetzung sind. Am 3. September 2021 erschien mit Nick Neverns Rise of the Footsoldier – Origins der fünfte Teil der Footsoldier-Reihe der den Fokus auf das Leben von Anthony „Tony“ Tucker legt.